# (27549) Joannemichet
(27549) Joannemichet est un astéroïde de la ceinture principale d'astéroïdes.

## Description
(27549) Joannemichet est un astéroïde de la ceinture principale d'astéroïdes. Il fut découvert le 7 mai 2000 à Socorro (Nouveau-Mexique) par le projet LINEAR. Il présente une orbite caractérisée par un demi-grand axe de 2,56 UA, une excentricité de 0,05 et une inclinaison de 8,6° par rapport à l'écliptique.

## Compléments